# Otto von Derenthall
Otto von Derenthall (* 5. Oktober 1831 in Butow, Kreis Saatzig; † 8. Dezember 1910 in Weimar) war ein preußischer General der Infanterie.

## Leben

### Herkunft
Er stammte aus dem ursprünglich westfälischen Adelsgeschlecht Derenthall und war der Sohn des preußischen Majors a. D. August von Derenthall, Herrn auf Butow und Pustamin, und dessen Ehefrau Luise, geborene von der Marwitz.

### Militärkarriere
Derenthall trat nach dem Besuch des Friedrich-Wilhelms- sowie des Joachimthalschens-Gymnasiums zu Berlin am 4. Februar 1851 als Füsilier in das 1. Garde-Regiment zu Fuß der Preußischen Armee ein. Dort erfolgte am 31. Mai die Ernennung zum Unteroffizier sowie am 14. Oktober 1851 zum Fähnrich. Am 14. Dezember 1852 zum Sekondeleutnant befördert, fungierte er ab 8. August 1856 als Adjutant des Füsilier-Bataillons.
1866 nahm er am Deutschen Krieg und 1870/71 am Deutsch-Französischen Krieg teil. Derenthall wurde am 28. Oktober 1875 als Oberstleutnant mit der Führung seines Stammregiments beauftragt und am 20. September 1876 unter gleichzeitiger Beförderung zum Oberst zu dessen Kommandeur ernannt. Unter Belassung in dieser Stellung erfolgte am 22. März 1881 die Ernennung zum Flügeladjutant Kaiser Wilhelms I. 1882 beauftragte man ihn dann mit der Führung der 2. Garde-Infanterie-Brigade. Am 15. Mai 1883 zu Generalmajor befördert, wurde er Brigadekommandeur. 1885 wurde er zum Kommandanten von Berlin ernannt. Am 1. April 1887 wurde er mit der Führung der 33. Division in Metz beauftragt und wurde mit seiner Beförderung zum Generalleutnant am 15. November bis zum 11. Juli 1888 ihr Kommandeur. Mit dem Charakter eines Generals der Infanterie wurde er am 15. März 1890 zur Disposition gestellt.
Derenthall, der Rechtsritter des Johanniterordens war, erhielt am 30. Mai 1900 die Berechtigung zum Tragen der Uniform des 1. Garde-Regiments zu Fuß.

### Familie
Derenthall heiratete 1855 zu Meiningen Amélie Freiin Treusch von Buttlar-Brandenfels (* 1831 in Hildburghausen; † 1858 in Potsdam). Das Paar hatte mehrere Kinder, darunter:
- Lothar (* 1858 in Potsdam; † 1907 in Karkow), auf Gut Karkow, kgl. preuß. Hauptmann d. Landw. a. D., Ehrenritter des Johanniterordens

⚭ 1885 Marie von Cranach (* 1865 in Straßberg (Mark); † 1942 in Karkow)
Er heiratete in zweiter Ehe am 3. Oktober 1864 Ida von Berg-Perscheln (* 1841; † 1918). Ihre Tochter:
- Erika (* 1867 in Emden; 1945 in Bad Blankenburg Thüringen)

⚭ (geschieden) Karl Freiherr von Freytag-Loringhoven, kais. russ Ger. - Ref., jur. Sek. d. ritterschaftl. Kreditsystems in Riga
⚭ II 1908 Rudolf von Vietinghoff-Scheel (* 1867; 1945)
Seine Schwiegereltern waren Laura von Altenbockum und Hermann von Berg-Perscheln. Der Gesandte Eduard von Derenthall ist ein jüngerer Bruder.